# Данилов (город)
Дани́лов — город (с 1777) в России, административный центр Даниловского района Ярославской области, железнодорожная станция Северной железной дороги. Образует одноимённое муниципальное образование городское поселение Данилов как единственный населённый пункт в его составе.
Население — 13 677 чел. (2021).

## География

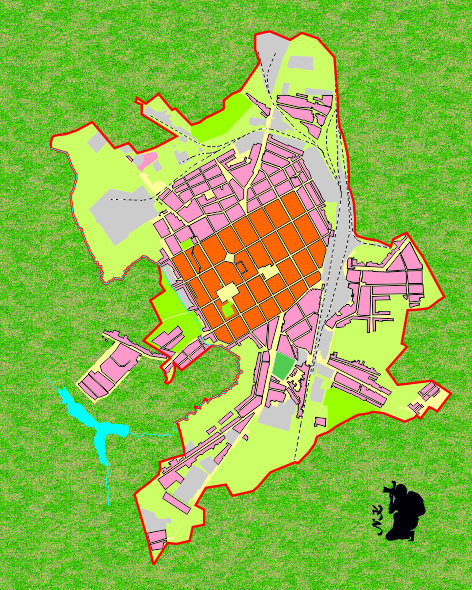
Город Данилов (с посёлком Горушка) на карте 2012 года (авторская работа)

Данилов (Ярославская область) расположен в центральной части Восточно-Европейской равнины на обоих берегах небольшой реки Пеленги, в непосредственной близости от её истока. Находится в 351 километре к северо-востоку от Москвы.
Данилов находится в зоне умеренно континентального климата.

## История
Основание поселения

Первое документальное упоминание Данилова (как Даниловских пустошей) от 1457 года

Впервые село Даниловское упоминается в документах середины XV века. Так, из жалованной грамоты великого князя Василия II от 20 марта 1457 года следует, что село Даниловское с окрестными пустошами (пахотными землями) принадлежало митрополиту всея Руси Ионе Московскому.
Вскоре, уже при правлении Ивана III село меняет хозяина. В результате обмена оно переходит московскому воеводе Ивану Дмитриевичу Руно В 1592 году упоминается как Даниловская слобода в рукописи «Книга глаголемая „Описание о российских святых, где и в котором граде или области или монастыре и пустыни поживе и чудеса сотвори, всякого чина святых“».
Всё чаще имя Данилова как Даниловского села или Даниловской слободы начинает упоминаться в документах с первой половины XVII века, в эпоху Смутного времени. В 1607 году один из отрядов самозванца Лжедмитрия II под руководством литовского шляхтича Александра Лисовского подошёл к Даниловской слободе, начал грабить население, жечь дома и постройки в близлежащих селениях, убивать жителей. Тогда даниловцы организовали ополчение под руководством боярина Фёдора Шереметева.
Произошло кровопролитное сражение, в котором поляки были разбиты. Битва проходила за рекой Пелендой, вправо от дороги, ведущей в Романов. С того времени это место называется Повалишкой. В 2009 году рядом с местом битвы установлены поклонный крест и памятный камень.
В начале декабря 1608 года отряд вологжан с головой Ларионом Монастыревым, направляясь на «воров» к Ярославлю, занял Даниловское село. Дружины поставили в нём острог и укрепились. Даниловцы принимали активное участив в создании укрепления. Однако это народное ополчение было плохо организовано и не смогло устоять против превосходящих сил. В том же году острог был окружён польскими войсками и после непродолжительного боя взят, а село Даниловское и его окрестности выжжены и опустошены. В Никоновской летописи говорится, что захватчики «многих честных людей побиша». Истреблены были многие жители села. До наших дней сохранилось то место, где происходила битва и находился острог, — улица Земляной Вал.
Новое время
В конце XVII века Даниловское село становится крупным населённым пунктом с рынками и тюрьмами.
При Петре I в слободе был конный завод, поставлявший лошадей для армии. В 1713 году взамен старой деревянной церкви был построен каменный Смоленский собор (разобран в 1940-х годах). Поселение считалось дворцовым селом Даниловым, а дворцовая Даниловская волость была причислена к Любимскому уезду Костромской провинции.
В 1777 году при учреждении Ярославских наместничества и губернии Даниловская слобода преобразована в уездный город Данилов (официально — 3 августа 1777 года). Открытие города и присутственных мест состоялось 30 декабря 1777 года. Город располагался (и располагается) на большой дороге, ведущей из Москвы и Ярославля в Вологду и Архангельск, в нём бывал еженедельный торг. Население насчитывало 1290 человек, занимавшихся по большей части торговлей и ремеслом. Было 278 домов, в том числе четыре каменных. В поселении действовало несколько кустарных мастерских, медно-самоварный завод с 35 работниками, два воскобойных предприятия, три свечных, три крашенинных. Имелось два приходских училища, которые ежегодно выпускали по 35-40 человек, три церкви, две из которых деревянные.
В 1787 году в Данилове уже насчитывалось 357 жилых домов, 115 лавок, 8 кузниц, возросло число предприятий. Город в то время имел диаметр в 1 км.

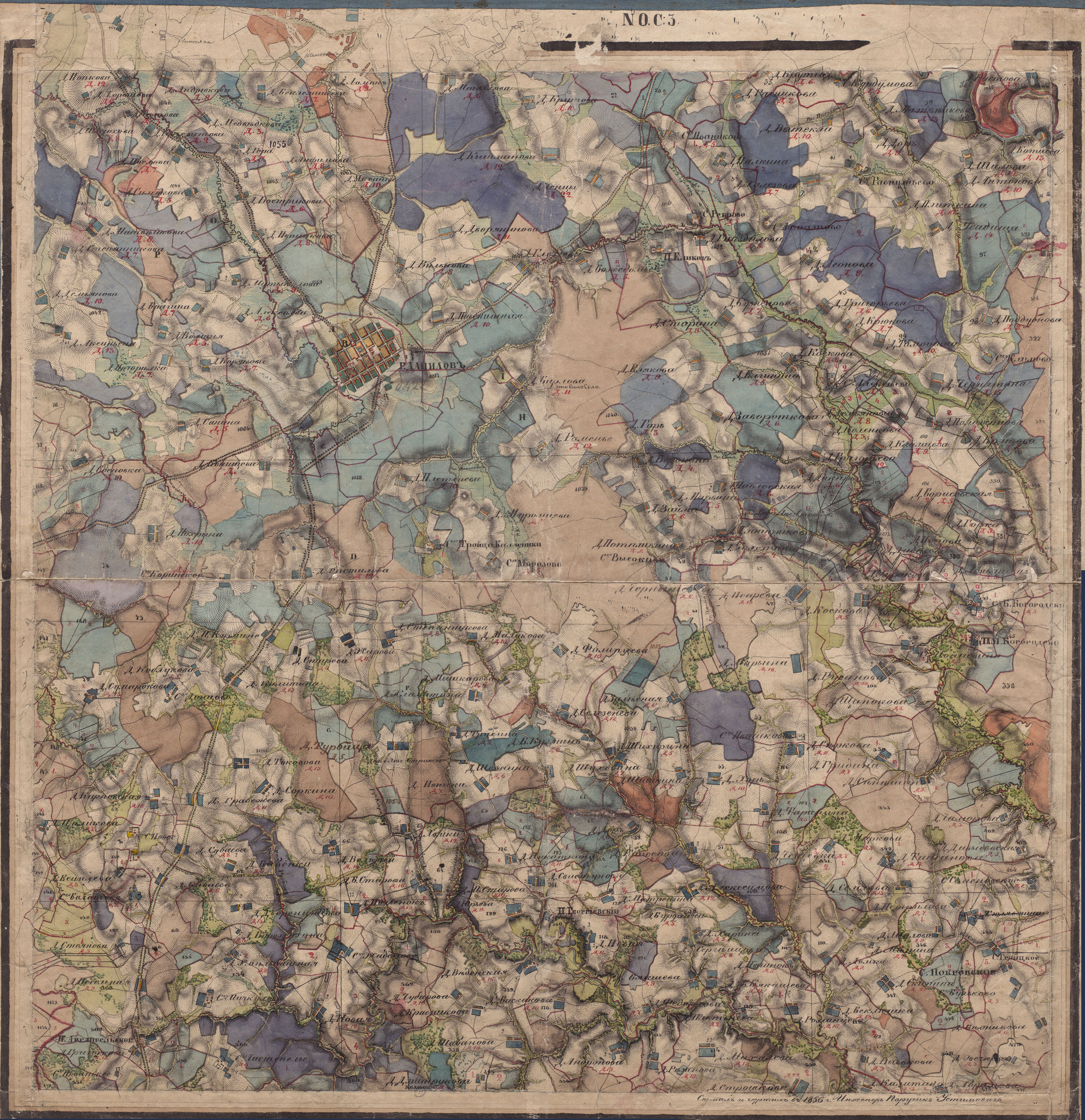
Данилов и его окрестности, из «Атласа Ярославской губернии» 1858 года

Росло значение города как остановки на пути из Москвы в Архангельск. Жители занимались отхожим промыслом, хлебопашеством и огородничеством. Город был известен сбытом холста, который скупался в базарные дни у окрестного населения и отправлялся в Петербург и в Москву. На ярмарке продавались лошади, рогатый скот, мануфактурные изделия. В 1864 году были открыты два приходских училища: одно для мальчиков (около 30 учеников) и одно для девочек (менее 20 мест). В середине XIX века в городе имелось 9 заводов: по 2 самоварных и свечных, кирпичный, кожевенный, паточный, пивоваренный и пряничный. Все вместе они давали продукцию до 250 тыс. руб. в год. На местных медных заводах выплавлялись самовары, кофейники, чайники и другая медная посуда, отправлявшаяся в столицы. Патока сбывалась на Нижегородской и Ростовской ярмарках.
В 1870 году был утверждён проект на постройку Ярославско-Вологодской узкоколейной железной дороги (позднее перестроена в ширококолейную), которую по прошению горожан и местных властей провели около самого города на непригодной для возделывания земле под названием «Козье болото». 29 января 1870 года началось строительство здания вокзала: деревянного с маленьким залом ожидания и керосиновым освещением. В январе 1872 года открылось пассажирское движение от Данилова до Ярославля, а в июне — от Данилова до Вологды. По дороге ежедневно проезжало более 300 человек. Пассажирский состав от Данилова до ярославской станции Урочь шёл около 4 часов.
В 1873 году в городе было 14 трактиров и 36 кабаков. Имелось 20 керосиновых фонарей, 2 мощёные камнем улицы. На базарной площади был выстроен большой каменный корпус для лавок. Местом прогулок горожан служили аллеи вокруг Преображенского пруда, который сейчас уничтожен, и вокзала, особенно во время прихода поездов. В 1892 году в Данилове проживали 3616 человек; всех промышленных предприятий, включая мелкие, было 12. В 1895 году город практически полностью уничтожил пожар. В 1910 году в городе имелись 1 больница на 30 мест, 2 аптеки, 2 врача, 3 фельдшера, 4 ремесленных заведения, 6 низших учебных заведений с 464 учениками. Театров, библиотек, средних учебных заведений не было. В 1917 году в городе было 13 улиц и менее 5 тысяч жителей. В 1918 году вступил в строй участок железной дороги Данилов — Буй.
Новейшее время
В 1930 году был построен новый железнодорожный вокзал в стиле конструктивизма. В 1941 году был построен Даниловский завод деревообрабатывающих станков — на то время единственный в стране и работавший в том числе и на экспорт.

## Население
| 1856    | 1897    | 1913    | 1931    | 1939    | 1959    | 1967    | 1970    | 1979    | 1989    | 1992    |
| ------- | ------- | ------- | ------- | ------- | ------- | ------- | ------- | ------- | ------- | ------- |
| 2900    | ↗4300   | ↗4800   | ↗8700   | ↗15 486 | ↗16 902 | ↘16 000 | ↗17 500 | →17 500 | ↗18 857 | ↗19 000 |
| 1994    | 1996    | 1998    | 2000    | 2001    | 2002    | 2003    | 2005    | 2006    | 2007    | 2008    |
| ↘18 800 | ↘18 600 | ↘18 300 | ↘18 100 | ↘18 000 | ↘17 245 | ↘17 200 | ↘16 900 | ↘16 600 | ↘16 307 | ↘16 100 |
| 2009    | 2010    | 2011    | 2012    | 2013    | 2014    | 2015    | 2016    | 2017    | 2018    | 2019    |
| ↘15 869 | ↘15 861 | ↘15 813 | ↘15 625 | ↘15 450 | ↘15 187 | ↘15 081 | ↘14 981 | ↘14 868 | ↘14 746 | ↘14 709 |
| 2020    | 2021    |         |         |         |         |         |         |         |         |         |
| ↘14 522 | ↘13 677 |         |         |         |         |         |         |         |         |         |

На 1 января 2025 года по численности населения город находился на 819-м месте из 1124 городов Российской Федерации.
Национальный состав

Зона отдыха «Горушка»

По итогам переписи населения 2020 года проживали следующие национальности (национальности менее 0,1 % и другое, см. в сноске к строке «Другие»):
| Национальность | Численность, чел. | Доля     |
| -------------- | ----------------- | -------- |
| Русские        | 12 635            | 92,38 %  |
| Таджики        | 62                | 0,45 %   |
| Армяне         | 60                | 0,44 %   |
| Езиды          | 54                | 0,39 %   |
| Украинцы       | 34                | 0,25 %   |
| Другие         | 832               | 6,09 %   |
| Итого          | 13 677            | 100,00 % |

## Герб и флаг

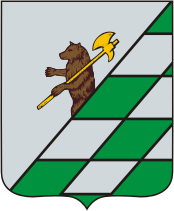
Герб Данилова 1778 года.

Герб города был утвержден по одним данным 20 июня, по другим — 31 августа 1778 года. Представляет собой щит, разделённый пополам; одна половина его серебряная, а другая — шахматная. Из шахматной в серебряную выходит медведь с секирой на плече — принадлежность к Ярославскому наместничеству. По версии художника-реставратора Эрмитажа П. Ф. Каликина, шахматное поле появилось на гербе города в память о подарке горожан Петру I — серебряных шахмат. Согласно исторической притче, осматривал Данилов как-то Пётр I, много что ему не понравилось и он пришёл в ярость. Но даниловцы проведали про его страсть к шахматной игре и поднесли ему комплект шахмат с серебряными фигурами, понравившийся царю и якобы выставлявшийся потом в Эрмитаже. Зелёный цвет обозначает богатые пастбищные луга у города.

## Инфраструктура
В городе около 3 тыс. строений, более 70 улиц, площадей и переулков.
В городе имеются Даниловский сыродельно-маслодельный завод, Даниловский хлебозавод, Даниловская птицефабрика. Даниловский завод деревообрабатывающих станков признан банкротом в 2009 году. В городе расположена станция стыкования постоянного (3 кВ) и переменного (27,5 кВ) родов тока.
Образование: три средних школы, Даниловский политехнический техникум. Имеются библиотеки, дом художественного творчества, детская школа искусств, дом культуры, районный культурно-досуговый центр, Даниловский историко-краеведческий музей им. П. К. Шарапова, молодёжный центр «Бригантина».

## Достопримечательности

Вознесенская церковь

Среди основных архитектурных достопримечательностей города: Казанский монастырь на Горушке (1918 г.), дом купца Ворохобина (конец XIX в.), комплекс пожарного депо (1864—1872 гг.), здание городского училища (сер. XIX в.), дом купца Кругликова (кон. XIX в.), здание полицейского управления (конец XIX в.), здание номеров Ягодиной (кон. XIX в.), здание гостиницы Ягодиной (кон. XIX в.).
Местом памяти для даниловцев является Аллея Героев Советского Союза, земляков-даниловцев, где в самом центре возвышается фигура русского солдата, у подножия которой зажжён Вечный огонь. В центре города стоит памятник павшим борцам за установление советской власти в городе.
Храмы:
- Церковь Вознесения Господня на городском кладбище
- Собор Воскресения Христова (не действует,сейчас размещается дом культуры)
- Церковь Николая Чудотворца
- Церковь Александра Невского при земской больнице

Часовня:
- Часовня Смоленской иконы Божией Матери

### Утраченные храмы
- Церковь Спаса Преображения
- Собор Смоленской иконы Божией Матери

## Средства массовой информации
- «ДИА-ТВ» — Даниловское телевидение[35]
- Выходят две районные общественно-политические газеты: «Северянка» (с 1919 года)[36] и «Мой Данилов» (с 2007 года)[37].
- В интернете Данилов представлен двумя основными сайтами: Администрации городского поселения Данилов и историко-туристическим сайтом города Данилова и Даниловского района, а также местных газет.

Ранее в эфир выходили студия «ДАНко» (май 2009 — 8 марта 2015 года) и радиоканал «Говорит Данилов» (1996—2012)

## Общественный транспорт
Железнодорожный:
От станции Данилов курсируют пригородные электропоезда на  Ярославль и Буй. Летом также курсируют на Вологду 1. 
Также на станции Данилов делают остановку множество поездов дальнего следования.
Автобусы :
В Данилове действует система городского и пригородного общественного транспорта. Маршруты обслуживаются АО «Ярославское АТП». На маршрутах работают автобусы среднего и большого класса с предоставлением льгот.
Стоимость проезда на городских маршрутах по состоянию на январь 2025 года составляет 31 рубль.
Городские маршруты:
- № 1 ПМК — Вильново (восемь рейсов в день, кроме воскресенья)
- № 2 Школа № 2 — ПМК (один рейс в день от Школы №2, по будням)
- № 3 ПМК — Шахматный (два рейса в день, по будням)
- № 4 Школа № 9 — Шахматный (один рейс в день от Шахматного, по будням)

Межмуниципальные маршруты:
- № 534к Данилов — Коза
- № 517 Данилов — Кукобой
- № 534 Данилов — Семёновское
- № 507 Данилов — Ярославль

Межмуниципальные транзитные маршруты:
- № 518 Ярославль — Кукобой
- № 522 Ярославль — Любим
- № 530 Ярославль — Пошехонье (через ЯОКБ)
- № 537 Ярославль — Пошехонье
- № 358 Ярославль — Пречистое
- № 536 Ярославль — Семёновское
- № 536 Ярославль — Коза
- № 530к Ярославль — Пошехонье

Пригородные маршруты:
- № 102. Данилов - Мишутино
- № 103. Данилов - Костюшино
- № 103К. Данилов - Рыжиково
- № 104. Данилов - Гужово
- № 105. Данилов - Шаготь
- № 106. Данилов - Кладбище
- № 107. Данилов - Середа
- № 108. Данилов - Манжаково
- № 109. Данилов - Покров
- № 110. Данилов - Титово
- № 111. Данилов - Макарово
- № 357 Данилов — Пречистое.

## Известные уроженцы
- Смирнов, Алексей Макарович (1920-1979) — советский актёр театра и кино; заслуженный артист РСФСР (1976). Участник Великой Отечественной войны.